# Friedrich Elz
Friedrich Elz (* 30. März 1848 in Alzey; † 9. Mai 1915 in Darmstadt) war ein deutscher römisch-katholischer Theologe und Abgeordneter.
Elz war der Sohn des Zimmermanns Peter Elz (1804–1870) und dessen Ehefrau Catharina geborene Schmitt (1816–1883). Er besuchte das Gymnasium in Mainz und studierte 1868 bis 1874 Theologie am Deutschen Kolleg in Rom. Am 7. Juni 1873 wurde er in Rom zum römisch-katholischen Priester geweiht und 1874 zum Doktor der Theologie promoviert. Er war 1874 bis 1887 Kaplan an St. Stephan in Mainz und 1887 bis 1888 Pfarrverwalter in Viernheim und dann in Gießen. Dort wurde er 1888 bis 1891 Pfarrer und war ab 1891 Pfarrer von St. Ludwig in Darmstadt. 1894 wurde er Dekan und 1898 Geistlicher Rat. 1905 erhielt er den Titel eines Ehrendomkapitulars in Mainz.
Elz war 1867 Gründer des Gesamtverbandes der Katholischen Kaufmännischen Vereine und 1881 Gründer der Zeitschrift Merkuria.
Als Vertreter für Bischof Heinrich Brück war er 1903 Abgeordneter in der Ersten Kammer der Landstände des Großherzogtums Hessen. Seinen Abgeordneteneid legte er am 26. März 1903 ab. Elz wurde in St. Ludwig begraben.